# SN 2005hd
SN 2005hd – supernowa typu II odkryta 21 października 2005 roku w galaktyce A041612-1313. W momencie odkrycia miała maksymalną jasność 17,80m.